# Альмень-Сунари
Альме́нь-Суна́ри (рос. Альмень-Сунары, чув. Элмен Сунар) — присілок у складі Вурнарського району Чувашії, Росія. Входить до складу Великоторханського сільського поселення.
Населення — 208 осіб (2010; 259 у 2002).
Національний склад:
- чуваші — 100 %